# لاري أوبراين (رجل أعمال)
لاري أوبراين هو شخصية أعمال كندي، ولد في 19 يوليو 1949 في أوتاوا في كندا.